# Kai Vogel

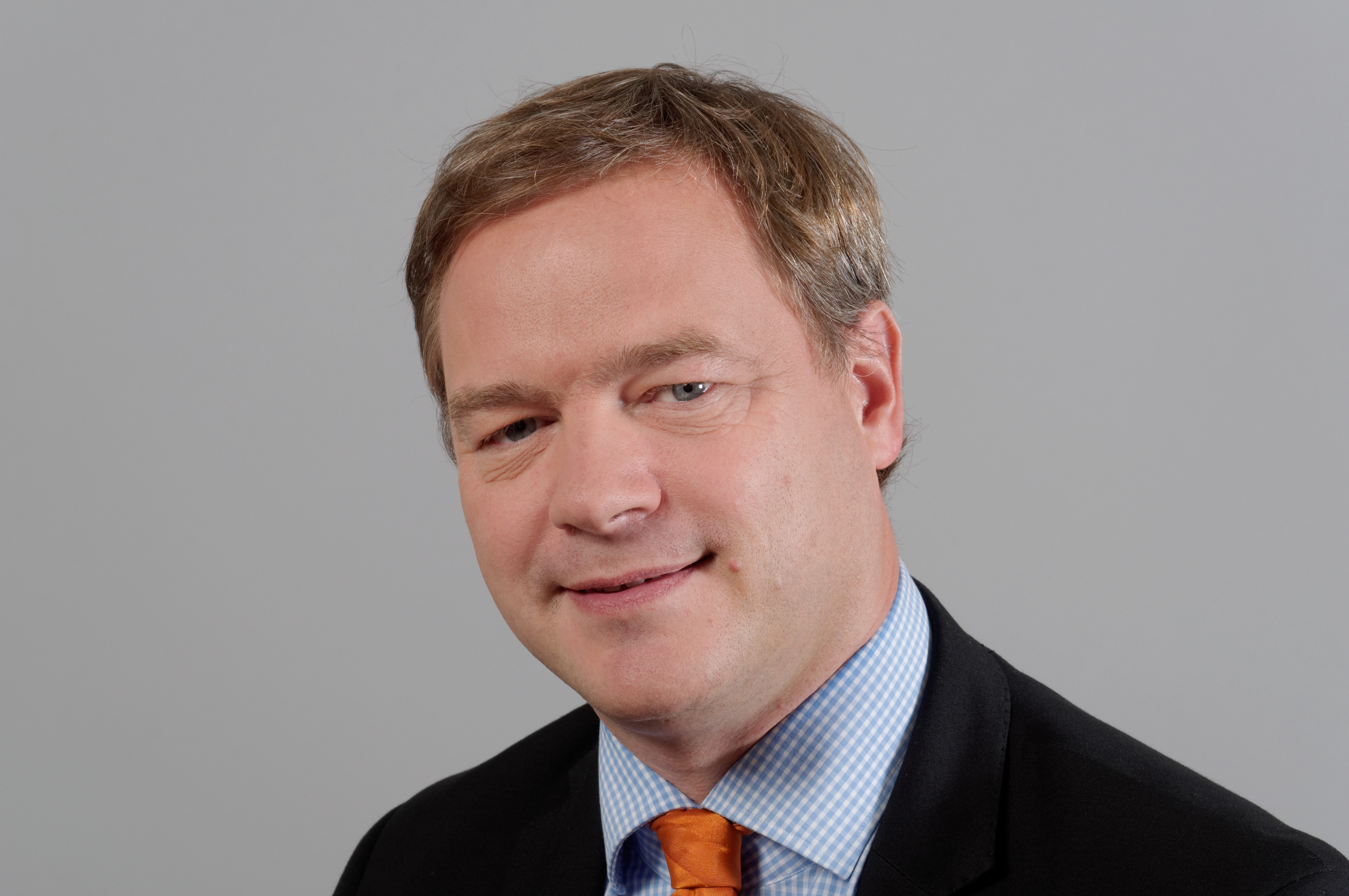
Kai Vogel (2013)

Kai Vogel (vollständiger Name Kai-Oliver Vogel; * 8. März 1968 in Eutin) ist ein deutscher Lehrer und Politiker (SPD). Er war von 2012 bis 2022 Mitglied des Schleswig-Holsteinischen Landtages.

## Leben
Vogel legte das Abitur am Friedrich-Schiller-Gymnasium in Preetz ab und absolvierte seinen Grundwehrdienst. Er studierte an der Erziehungswissenschaftlichen Fakultät
der Christian-Albrechts-Universität zu Kiel Deutsch und Wirtschaft/Politik für das Realschullehreramt und arbeitete nach dem Referendariat 1998 als Lehrer zunächst in Grömitz und dann ab 1999 in Wedel. 2003 wurde er stellvertretender Schulleiter an der Klaus-Groth-Schule in Tornesch. Nach dem Ausscheiden aus dem Landtag kehrte Kai Vogel in den Schuldienst zurück und ist seit dem 1. Juni 2023 Schulleiter der Willy-Brandt-Schule in Norderstedt. Er wohnt in Pinneberg, ist mit einer Lehrerin verheiratet und hat eine Tochter und einen Sohn.

## Politik
Die Barschel-Affäre veranlasste ihn, 1989 der SPD beizutreten. 1989 bis 1990 war er Sprecher der Jusos in Preetz und nahm zwischen 1990 und 1998 verschiedene Funktionen im SPD-Kreisvorstand Plön wahr. Von 1992 bis 2000 arbeitete er auch als Wahlkreismitarbeiter für die SPD-Landtagsabgeordnete Ursula Kähler. Seit 2008 ist er Mitglied im Kreisvorstand der SPD Pinneberg. 2013 übernahm er den Vorsitz des SPD-Ortsvereins Pinneberg.
Von 1990 bis 1994 war er Mitglied der SPD-Fraktion in der Stadtvertretung von Preetz. Nach seinem Umzug nach Pinneberg ist er seit 2001 Mitglied der SPD-Fraktion in der Pinneberger Ratsversammlung und seit 2011 Ratsherr.
Bei der vorgezogenen Landtagswahl in Schleswig-Holstein 2012 kandidierte er im Landtagswahlkreis Pinneberg für den Schleswig-Holsteinischen Landtag und erhielt mit 37,8 Prozent der Erststimmen das Direktmandat.
Bei der Landtagswahl im Jahr 2017 konnte er 36,9 % der Stimmen auf sich vereinen und zog so erneut als direkt gewählter Abgeordneter in den Landtag ein. Er war Vorsitzender des Ausschusses für die Zusammenarbeit der Länder Schleswig-Holstein und Hamburg, Mitglied im Bildungsausschuss und im Wirtschaftsausschuss des Landtages und sowohl schul- als auch verkehrspolitischer Sprecher der SPD-Landtagsfraktion. Bei der Landtagswahl 2022 belegte er im Wahlkreis nur den dritten Platz hinter Bildungsministerin Karin Prien und der grünen Landesvorsitzenden Ann-Kathrin Tranziska und schied, da auch sein Listenplatz aufgrund der Verluste der SPD nicht ausreichte, aus dem Parlament aus.